# Faiança egípcia

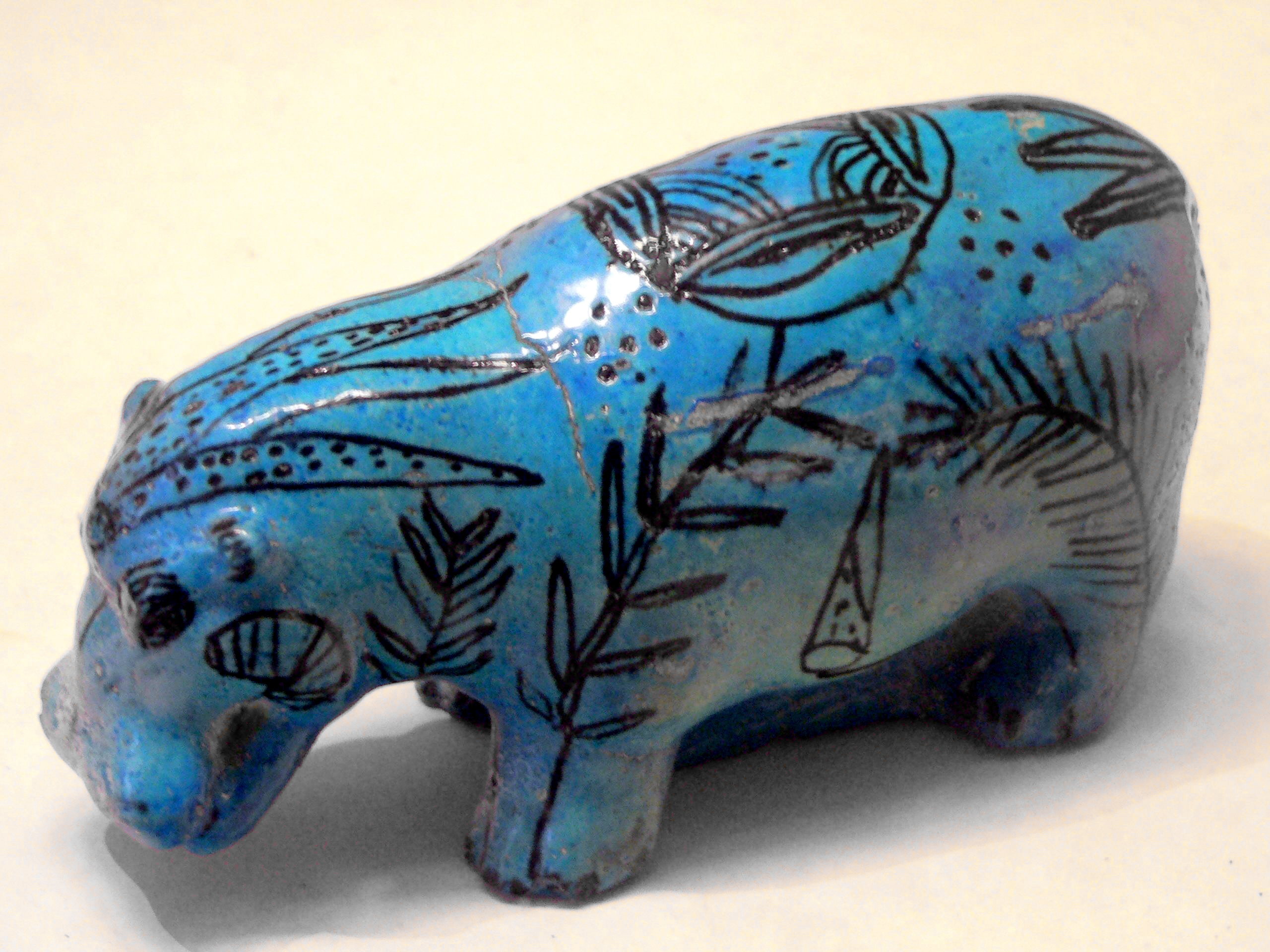
Estatueta de hipopótamo de faiança. Reino Médio. Louvre

Faiança egípcia é um material cerâmico não-argiloso, de superfície vítrea que lhe confere uma gama de cores vivas entre o azul e o verde. Não sendo composta por argila, nem sempre é classificada como olaria. É designada por Faiança egípcia de modo a distingui-la da faiança esmaltada associada à cidade de Faenza no norte de Itália. A faiança egípcia, tanto a exportada do Egito como a produzida noutros locais, é um fenómeno recorrente na antiguidade na Mesopotâmia, no Mediterrâneo e na Europa do norte em locais tão remotos como a Escócia.

## Introdução

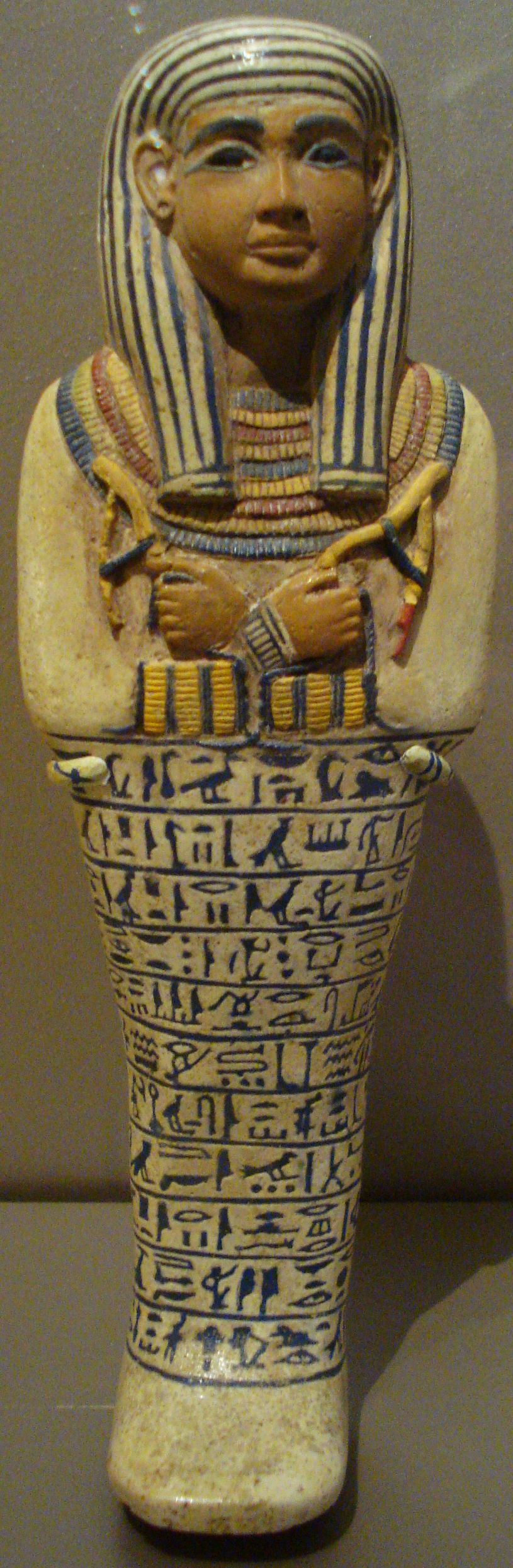
Faiança egípcia ushabti. Reino Novo,, reino de Amenófis III, c. 1390-1352 a.C.. Possivelmente de Sacará

Os registos arqueológicos do Antigo Egito mostram que as preferências de cores do esmalte variavam entre tonalidades azuis e verdes. Esmaltada nestas cores, a faiança era tida como um substituto de outros materiais como a turquesa, proveniente da península do Sinai, e lápis-lazúli do Afeganistão. Foram encontradas pedras de talco esmaltadas e missangas de faiança, em conjunto com estas pedras semi-preciosas, em monumentos tão antigos como os túmulos pré-dinásticos em Nacada, Badari, Amira, Matmar, Haraga, Avadiyedh e Gerzé. A associação da faiança com a turquesa e lápis-lazúli é ainda mais evidente no papiro funerário de Quenu, onde oferece o título de supervisor da criação de faiança, e no qual usa a palavra que, sem sentido rigoroso, se traduz por lápis-lazúli, que por volta do Reino Novo era já usada para se referir à faiança 'substituta'. O simbolismo contido no esmalte azul poderia ser uma referência tanto ao Nilo, às águas do paraíso ou à morada dos Deuses, enquanto que o verde podia possivelmente evocar a imaginária da regeneração, renascimento ou vegetação.

### Relação com a indústria de cobre egípcia
A descoberta da esmaltagem da faiança tem sido associada com a indústria do cobre: na produção de pigmentos encontram-se produtos derivados da corrosão de objectos de cobre com presença de chumbo. Contudo, embora seja elevada a probabilidade de cristais esmaltados de quartzo terem surgido acidentalmente em vestígios de cobre em fornos metalúrgicos, as regiões em que estes processos têm origem não são coincidentes.

### Relação com a indústria de vidro egípcia
Embora pareça que o vidro não terá sido produzido intencionalmente no Egito antes da XVIII dinastia, é provável que a faiança, o frite e o vidro tenham sido produzidos ou nas proximidades ou dentro do mesmo complexo oficinal, vistos como avanço técnico dentro da mesma indústria. Tal relação de proximidade é verificada na semelhança pronunciada das fórmulas de esmalte de faiança com as composições contemporâneas de vidro. Apesar das diferenças pirotecnológicas entre vidro e faiança, sendo a última trabalhada a frio, provas arqueológicas sugerem que durante o Reino Novo a produção de vidro e faiança era realizada mesma oficina.